# God Is the Bigger Elvis
God Is the Bigger Elvis é um documentário americano dirigido por Rebecca Cammisa. Como reconhecimento, foi nomeado ao Oscar 2012 na categoria de Melhor Documentário em Curta-metragem.